# Fußball-Oberliga 1974/75
Die Saison 1974/75 der Oberliga war die erste Saison der Oberliga als dritthöchste Spielklasse im Fußball in Deutschland nach der Einführung der zweigleisigen – später eingleisigen – 2. Fußball-Bundesliga zur Saison 1974/75.
Vorerst wurde nur in Norddeutschland und Berlin wieder eine Oberliga, die Oberliga Nord bzw. Oberliga Berlin eingeführt. In den übrigen Regionen Westdeutschlands wurde die mit den heutigen Verbandsligen vergleichbare Amateurliga noch vier Jahre fortgeführt, ehe zur Spielzeit 1978/79 auch dort sechs Amateur-Oberligen eingeführt wurden.
Die Oberliga Nord umfasste  den Norddeutschen Fußball-Verband mit den Fußballverbänden Schleswig-Holstein, Hamburg, Bremen und Niedersachsen.

## Oberligen
- Oberliga Berlin 1974/75
- Oberliga Nord 1974/75

## Aufstieg zur 2. Bundesliga
Neben zwei Direktaufsteigern gelangen Bayer 04 Leverkusen, Westfalia Herne, Eintracht Bad Kreuznach und dem SSV Reutlingen 05 jeweils als Gruppensieger sowie der SG Union Solingen und dem Spandauer SV jeweils als Gruppenzweiter in vier Aufstiegsrunden der Aufstieg in die 2. Bundesliga.